# Aratus (kráter)
Aratus je nevelký impaktní kráter nacházející se nedaleko severovýchodního úpatí pohoří Montes Apenninus (Apeniny) na přivrácené straně Měsíce. Má průměr 10,6 km, pojmenován je podle starořeckého básníka Arata. Má pravidelný kruhový tvar a malou plochu dna.
Východně leží okraj Mare Serenitatis (Moře jasu), jihojihovýchodně kráter Galen, který v minulosti nesl označení Aratus A, jihozápadně pak větší Conon. Severozápadně se z terénu zvedá vrchol Mons Hadley Delta, za nímž se nachází místo přistání americké expedice Apollo 15.

## Satelitní krátery
V okolí kráteru se nachází několik menších kráterů. Ty byly označeny podle zavedených zvyklostí jménem hlavního kráteru a velkým písmenem abecedy.
| Aratus | Sel. šířka | Sel. délka | Průměr |
| ------ | ---------- | ---------- | ------ |
| B      | 24.2° S    | 5.4° V     | 7 km   |
| C      | 24.1° S    | 9.5° V     | 4 km   |
| CA     | 24.5° S    | 11.2° V    | 7 km   |
| D      | 24.3° S    | 8.6° V     | 4 km   |

Následující krátery byly přejmenovány Mezinárodní astronomickou unií:
- Aratus A na Galen.

Aratus CA je oblast v západní části Mare Serenitatis, kde se vyskytují brázdy, deprese a malá údolí (Rima Sung-Mei, Vallis Christel, Vallis Krishna) a krátery Manuel a Yoshi.

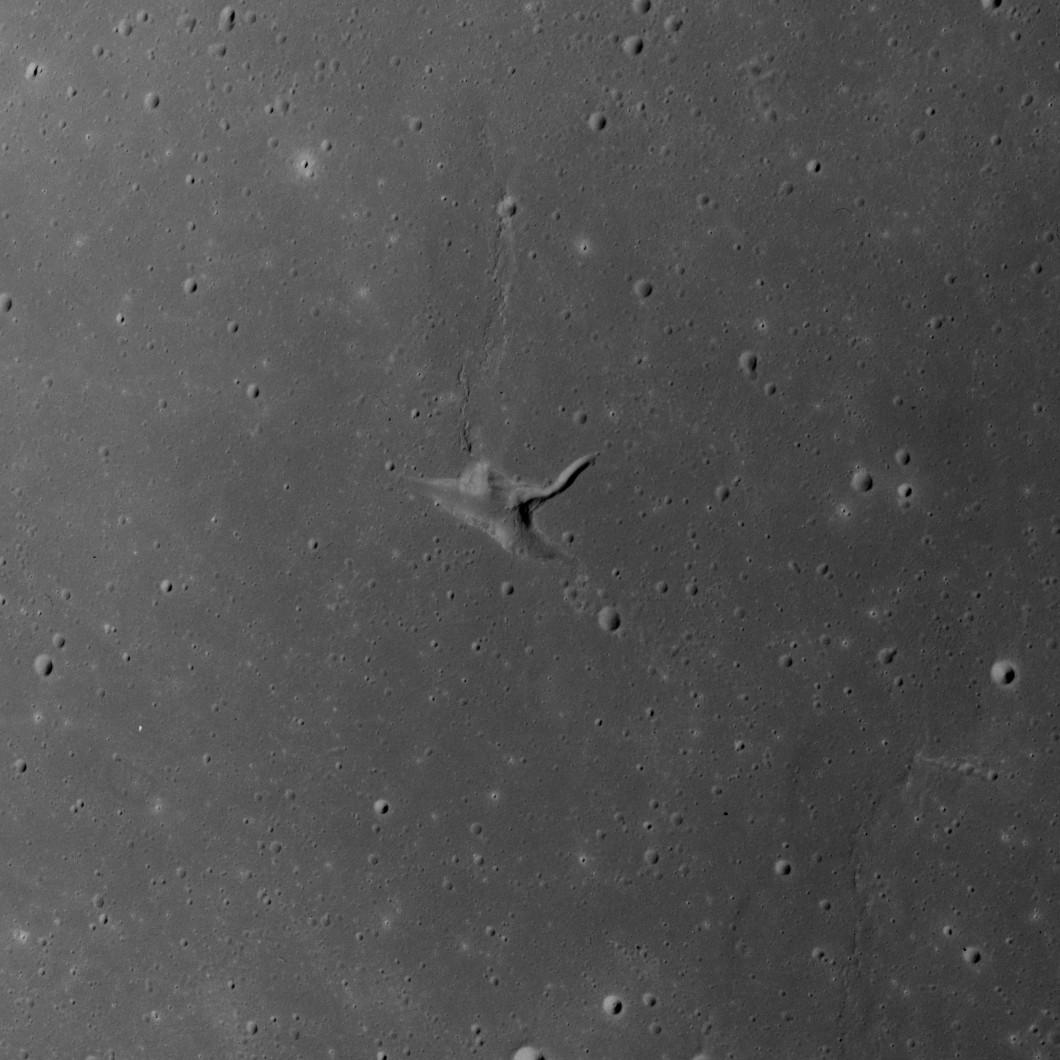
Oblast Aratus CA a okolí.